# Wiktor Tschanow
Wiktor Wiktorowytsch Tschanow (ukrainisch Віктор Вікторович Чанов; russisch Виктор Викторович Чанов; * 21. Juli 1959 in Stalino, Ukrainische SSR, Sowjetunion; † 8. Februar 2017 in Kiew, Ukraine) war ein sowjetischer bzw. ukrainischer Fußballtorwart.

## Leben
Wiktor Tschanow begann seine Karriere als Torwart bei Schachtar Donezk im Jahr 1978. Bereits Tschanows Vater Wiktor war Stammtorwart in der ersten Mannschaft von Schachtar gewesen und sein älterer Bruder Wjatscheslaw war ebenfalls ein hervorragender Torwart. Im Jahr 1980 gewann er mit dem Team von Donezk den sowjetischen Pokal.
Nach 62 Spielen für Schachtar in der höchsten sowjetischen Liga wechselte Tschanow im Jahr 1982 zu Dynamo Kiew. Mit Kiew wurde er 1985, 1986 und 1990 sowjetischer Meister und 1982, 1985, 1987 und 1990 auch sowjetischer Pokalsieger. In der Saison 1985/1986 gewann er mit seinem Team den Europapokal der Pokalsieger. Im Finale in Lyon am 2. Mai 1986 gegen Atlético Madrid stand Tschanow im Tor von Dynamo.
Tschanow absolvierte zwischen 1982 und 1990 insgesamt 21 Spiele für die Sowjetische Nationalmannschaft. Er stand bei den Weltmeisterschaften 1982, 1986 und 1990 sowie bei der Europameisterschaft 1988 im sowjetischen Aufgebot, war allerdings während dieser Turniere in der Regel nur Ersatzmann für den Stammtorwart Rinat Dassajew. Seinen einzigen Startelf-Einsatz bei einem großen Turnier hatte er bei der WM 1986, als er beim 2:0-Vorrundensieg gegen Kanada das Tor hütete.
Im Jahr 1990 wechselte Tschanow nach Israel zu Maccabi Haifa. Er wurde 1991 mit dieser Mannschaft israelischer Meister sowie 1991 und 1993 auch Pokalsieger. Nach einer Saison bei Bne Jehuda Tel Aviv kehrte er 1994 in die Ukraine zurück und absolvierte noch zehn Ligaspiele für FK ZSKA-Borysfen Kiew in der Wyschtscha Liha.
Nach seiner aktiven Karriere war Tschanow zeitweise Torwarttrainer von Dynamo Kiew.
Laut Polizeiangaben wurde Tschanow am 21. Januar 2017 mit mehrfachen Kopfverletzungen in ein Krankenhaus in Kiew gebracht. Die Rettungshelfer meldeten, dass er in seinem Haus von einer Treppe gestürzt war. Tschanow erlangte sein Bewusstsein nicht wieder und starb am 8. Februar 2017 im Krankenhaus. Einige Medien schrieben, dass er bei einem Überfall verletzt worden sei. Tschanows langjähriger Spielkollege und Freund Oleh Kusnezow sowie seine Schwiegertochter bestritten, dass es einen Überfall gegeben habe und bestätigten, dass Tschanow zu Hause gestürzt war. Die Schwiegertochter appellierte zudem an Journalisten, aus Respekt vor dem Verstorbenen und den Hinterbliebenen keine Gerüchte zu verbreiten. Die Polizei nahm Ermittlungen zur Todesursache auf.

## Erfolge
- Sowjetischer Meister (3): 1985, 1986, 1990
- Europapokal der Pokalsieger: 1985/86
- Israelischer Meister: 1991
- Israelischer Pokalsieger (2): 1991, 1993